# 어항 (항구)

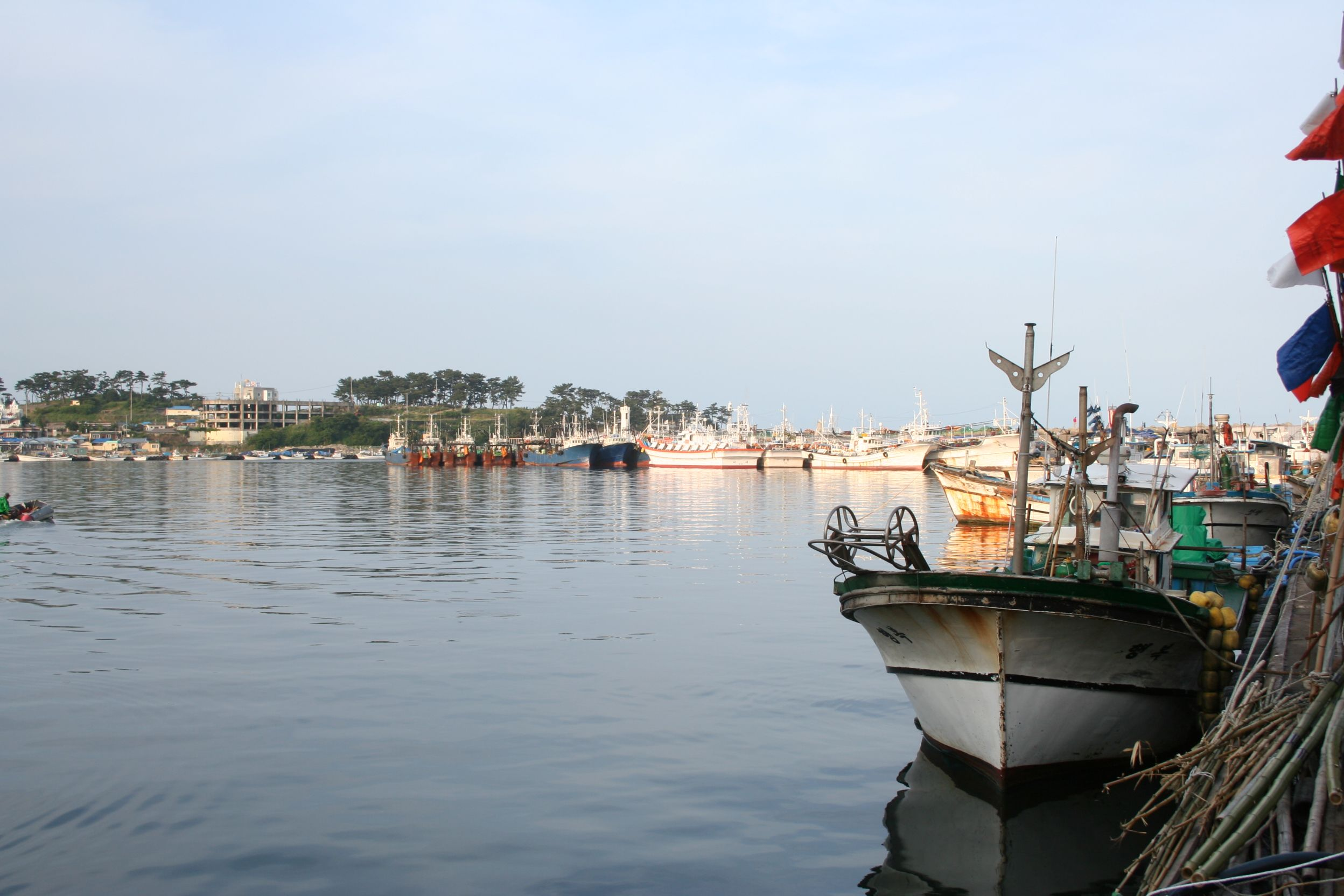
감포항

어항(漁港)은 어선이 안전하게 출입·정박하고 어획물의 양륙, 선수품의 공급 및 기상악화시 어선이 안전하게 대피할 수 있는 어업활동용 항구이다.

## 어항의 기능
어항의 기능은 크게 4가지로 구분된다.
어업활동 지원기지
어항은 어선의 안전 정박으로 어업인의 생명과 재산 보호, 어획물의 양륙장, 출어 준비 장소(어구의 준비, 급유, 급수, 어선의 수리 등)로 이용된다.
수산물 유통기지
어항은 하역 및 시장거래, 소비지 등으로 출하하는 수송 터미널, 수산가공업 기지로 이용된다.
어촌 등 지역사회 기반시설
어항은 어촌주민의 생활 기반, 어업 관련 산업을 주로하는 지역 경제 발전의 기반, 도서, 벽지의 어촌과 외부 사회를 잇는 교통, 정보의 기지로 이용된다.
도시지역 주민의 휴식공간
어항은 해양 관광 및 레크리에이션 장소, 바다문화 승계 및 바다체험 학습 장소로 이용된다.

## 대한민국의 어항 구분
법정항「어촌·어항법」에서는 어항을 천연 또는 인공의 어항시설을 갖춘 수산업근거지로서 동법 제17조의 규정에 따라 지정·고시된 것으로 규정하고 있으며, 국가어항, 지방어항, 어촌정주어항으로 구분하고 있다.
- 국가어항: 이용범위가 전국적인 어항 또는 도서·벽지에 소재하여 어장의 개발 및 어선의 대피에 필요한 어항이다.
- 지방어항: 이용범위가 지역적이고 연안어업 지원의 근거지가 되는 어항이다.
- 어촌정주어항: 어촌의 생활근거지가 되는 소규모 어항이다.

비법정항「어촌·어항법」에 따라 지정된 어항 이외의 포구(소규모어항)이다.

## 어항 시설
갑문 (閘門)
조석 고저(간만)의 차이가 심한 항만이나 하천, 운하 등의 수로를 가로지르는 댐, 또는 둑이나 독(dock) 등에서 선박을 통과시키기 위하여 수위의 고저를 조절하는 수문
계선부표 (繫船浮標)
항만내의 부두 외에 특별히 설치된 선박 계류용 부표로서, 통상 직경 3m 내외의 강제로 된 원추형 또는 원통형의 철제통을 해상에 띄우고 움직이지 않도록 해저에 고정시킨 계선시설
계선주
선박 접안시 계류용 밧줄을 걸기 위한 기둥
도류제
'도수제(導水堤)'라고도 한다. 토사의 퇴적 등으로 인하여 유로가 교란되는 것을 방지하기 위하여 하천이 합류하는 곳이나 하구부분에 설치하는 제방
돌제부두 (突堤埠頭)
해안선에 직각 또는 경사지게 돌출시켜 만든 부두. 일반적으로 피어(Pier)라고 함
물양장 (物揚場)
소형선박이 접안하는 부두로 주로 어선, 부선 등이 접안하여 하역하는 접안시설로 전면수심은 (-)4.5m 이내임
방사제 (防砂堤)
하천이나 해안에서 흐름에 의한 침식을 방지하고 토사의 퇴적을 유도하며, 해안에서는 연안표사가 항내에 진입하지 않도록 하여 수심을 유지할 것을 주목적으로 해안으로부터 바다쪽으로 거의 직각으로 설치하는 구조물
방조제 (防潮堤)
① 간척지를 바다로부터 방호하기 위하여 축조하는 제방, ②고조시에 해일이 발생할 경우 바닷물이 육지로 침입하는 것을 방지하기 위하여 해안을 따라서 설치하는 제방
방파제 (防波堤)
항내의 정온도를 유지하여 항내에서 선박이 안전하게 정박하고 하역하며, 항내의 수역 및 육지에 있는 모든 항만 시설물을 파랑과 표사로부터 보호하기 위해 만드는 항만 외곽시설
부잔교 (浮棧橋)
조석 고저의 차이가 심한 곳에서 조위에 관계없이 선박이 접안할 수 있도록 부함을 1개 또는 여러개를 연결하여 부두기능을 갖도록 한 부체
선양장 (船楊場)
어선의 수리, 휴게, 보관의 목적으로 육상으로 어선을 끌어올려 놓는 시설
선착장 (船着場)
강이나 좁은 바닷 물목에서, 배가 닿고 떠나고 하는 일정한 곳
수문 (水門)
홍수 방어, 용수, 배수, 수위 조절 등을 목적으로 수로나 방조제 등에 설치하여 수로를 개폐하는 구조물
안벽 (岸壁)
선박을 안전하게 접안하여 화물의 하역 및 승객을 승하선시킬수 있는 구조물로서, 전면수심 (-)4.5m 이상으로 대형 선박이 접안하는 접안시설
잔교 (棧橋)
① 해안선이 접한 육지에서 직각 또는 일정한 각도로 돌출한 접안시설, ② 작업원의 통로 또는 자재 운반 등을 위해 지상에 높게 조립한 보판 등을 부설한 가설물
잠제 (潛堤)상부가 평균 수면보다 낮은 수중에 있는 방파제, 방사제, 도류제 등 해안 구조물
정박지 (碇泊地)
선박의 안전한 정박, 원활한 조선 및 하역이 가능하도록 충분한 넓이와 수심을 가진 조용한 수면
파제제 (波除堤)
항내 정온을 위하여 항내에 축조된 방파용 구조물
항로 (航路)
선박이 항내 부두로 입출항하거나 항의 입구 부근 및 가타의 해면에서 특별히 정하여진 선박의 통로
호안 (護岸)
하안 또는 제방을 유수로 인한 파괴와 침식으로부터 직접 보호하기 위하여 축조하는 구조물
흉벽 (胸壁)
방파제 혹은 하안이나 해안제방의 상부공으로서 고수위 또는 파의 처올림 높이를 감소시키기 위하여 높이는 벽체로 파라페트라고도 함

## 관련 단체
- 한국어촌어항공단

## 같이 보기
- 대한민국의 국가어항
- 대한민국의 지방어항
- 대한민국의 어촌정주어항
- 대한민국의 소규모 어항
- 대한민국의 어항 목록